# Chữ Thái Việt Nam
Chữ Thái Việt Nam (tiếng Thái Đen: ꪎꪳ ꪼꪕ, phát âm là "Xư Tay") (tiếng Thái: อักษรไทดำ; RTGS: akson thaidam; [ʔàksɔ̌ːn tʰājdām], đọc là ặc-xỏn Thay-đằm) là chữ viết thuộc hệ thống chữ Brahmic được người Thái Đen ở Việt Nam và Thái Lan sử dụng.

## Lịch sử
Theo các tác giả người Thái, hệ thống chữ viết này có lẽ có nguồn gốc từ chữ viết Thái cổ của vương quốc Sukhotai. Có ý kiến cho rằng chữ viết Fakkham là nguồn gốc của hệ thống chữ viết Thái Trắng, Thái Đỏ và Thái Đen được tìm thấy ở huyện Kim Bình (Trung Quốc), bắc Lào và Việt Nam.
Sự khác biệt về âm vị học của các ngôn ngữ Thái địa phương khác nhau, sự biệt lập của các cộng đồng và thực tế là ngôn ngữ viết theo truyền thống được truyền từ cha sang con đã dẫn đến nhiều biến thể địa phương. Trong nỗ lực đảo ngược cách phát triển này và thiết lập một hệ thống tiêu chuẩn hóa, nhiều dân tộc Thái khác nhau tại Việt Nam ở Khu tự trị Tây Bắc cũ đã được tiếp cận với một đề xuất rằng họ nên thống nhất một tiêu chuẩn chung. Cùng với các nhà nghiên cứu Việt Nam, đề xuất đầu tiên có tên là Thống Nhất (hay Bảng chữ cái thống nhất) đã được xây dựng, được xuất bản vào năm 1961 và được sửa đổi vào năm 1966. Một phiên bản chữ viết thống nhất và tiêu chuẩn hóa đã được phát triển tại một hội thảo do UNESCO tài trợ vào năm 2006, có tên là "chữ Thái Việt Nam". Phiên bản tiêu chuẩn hóa này sau đó đã được chấp thuận để đưa vào Unicode.
Từ tháng 5 năm 2008, chữ viết từ chữ Quốc ngữ được biến đổi được đưa vào sử dụng chính thức.

## Mô tả

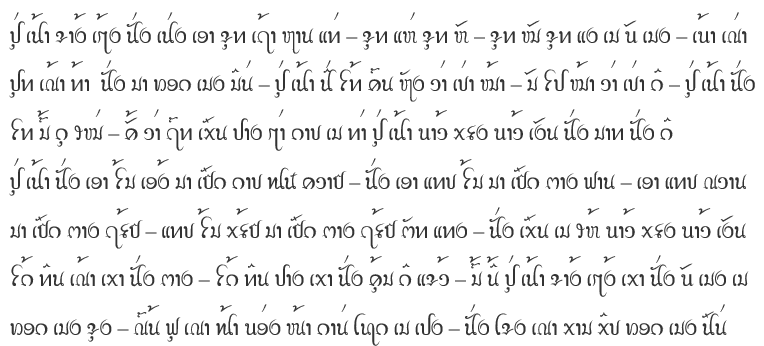
Một đoạn văn bản chữ Thái Việt

Chữ viết này bao gồm 31 phụ âm và 14 nguyên âm. Không giống như hầu hết các chữ viết abugida hoặc brahmic khác, các phụ âm không có một nguyên âm cố hữu và mỗi nguyên âm phải kèm theo một dấu nguyên âm. Các nguyên âm được đánh dấu bằng các dấu phụ âm có thể xuất hiện ở trên, bên dưới hoặc bên trái và/hoặc bên phải của phụ âm. Một số nguyên âm mang phụ âm cuối cố hữu, chẳng hạn như /-aj/, /-am/, /-an/ và /-aɰ/.
Chữ viết này sử dụng dấu câu chữ Latinh và cũng bao gồm năm ký tự đặc biệt, một để chỉ một người, một để chỉ số "một", một để lặp lại từ trước đó, một để đánh dấu phần đầu của văn bản và một để đánh dấu phần cuối của văn bản.
Theo truyền thống, chữ viết này không có khoảng cách giữa các từ vì chúng được viết liên tục, nhưng khoảng cách đã trở nên phổ biến từ những năm 1980.

### Bảng chữ cái chi tiết phụ âm
| Ký tự | Tên gọi    | Tên gọi                            | Tên gọi           | Chuyển tự tiếng Thái | Chuyển tự tiếng Thái | Bảng mẫu tự ngữ âm | Bảng mẫu tự ngữ âm | Lớp  | Ghi chú |
| Ký tự | Tiếng Thái | Chuyển tự tiếng Thái sang phiên âm | Ý nghĩa           | Phụ âm đầu           | Phụ âm cuối          | Phụ âm đầu         | Phụ âm cuối        | Lớp  | Ghi chú |
| ----- | ---------- | ---------------------------------- | ----------------- | -------------------- | -------------------- | ------------------ | ------------------ | ---- | --- |
| ꪚ     | ꪚ ꪵꪚ꫁       | bo bẻ                              | con dê            | b                    | p                    | [b]                | [p̚]                | thấp | |
| ꪛ     | ꪛ ꪵꪛ꫁       | bo buôn                            | buồn              | b                    | -                    | [b]                | -                  | cao  | |
| ꪀ     | ꪀ ꪼꪀ꪿       | ko káy                             | con gà            | k                    | k                    | [k]                | [k̚]                | thấp | Khác với cách đọc trong tiếng Thái (Thái Lan) là "ko kày" |
| ꪁ     | ꪁ ꪁꪫꪱꪥ     | ko koai                            | con trâu          | k                    | -                    | [k]                | -                  | cao  | Tiếng Thái Lan đọc là "kho khoai" |
| ꪊ     | ꪊ ꪻꪊ       | chò chàư                           | trái tim          | ch                   | -                    | [tɕ]               | -                  | thấp | Khác với tiếng Thái (Thái Lan), trái tim đọc là "chày" (nguyên âm "ay" chứ không như "aư" của dân tộc Thái Tây Bắc). Nguyên âm "aư" (đọc như âm "ơ" trong tiếng Việt), người Shan ở Miến Điện cũng như người Thái Na ở Đức Hoành (Trung Quốc cũng đọc như vậy.                                                                                        |
| ꪋ     | ꪋ ꪋ꫁ꪱꪉ      | cho chạng                          | con voi           | ch                   | -                    | [tɕʰ]              | -                  | cao  | |
| ꪤ     | ꪤ꪿ꪽ         | yò yắn                             | cái màn (mùng)    | y                    | -                    | [j]                | -                  | cao  | Đây là cách đọc phụ âm "y" của tiếng Thái Đen tại Thái Lan ("y" đọc như "dờ" giọng Nam Bộ Việt Nam, trong khi miền Bắc Việt Nam không đọc như vậy) |
| ꪥ     | ꪥ ꪥꪱꪫ      | yo yào                             | bước đi           | y                    | y/i                  | [j]                | [j]                | thấp | |
| ꪒ     | ꪒ ꪒꪱꪚ      | đò đáp                             | cái kiếm          | d                    | t                    | [d]                | [t̚]                | thấp | |
| ꪓ     | ꪓ ꪓ꫁ꪱꪙ      | đo đạn                             | viên đạn          | d                    | -                    | [d]                | -                  | cao  | |
| ꪬ     | ꪬ ꪼꪬ꫁       | hò hảy                             | khóc              | h                    | –                    | [h]                | –                  | thấp | |
| ꪭ     | ꪭ ꪹꪭꪙ      | ho hươn                            | ngôi nhà          | h                    | –                    | [h]                | –                  | cao  | Trong tiếng Isản tại Thái Lan cũng như Lào và tiếng Thái Đen đều sử dụng chữ "hươn" (เฮือน/ꪹꪭꪙ), trong khi tiếng Trung & Nam Thái đọc là "rươn" (เรือน). |
| ꪄ     | ꪄ ꪹꪄ꫁ꪱ      | khò khảu                           | cơm, gạo          | kh                   | -                    | [kʰ~x]             | -                  | thấp | |
| ꪅ     | ꪅ ꪹꪅꪷꪤ      | kho khơi                           | đoàn kết          | kh                   | -                    | [kʰ~x]             | -                  | cao  | |
| ꪨ     | ꪨ ꪹꪨ꫁ꪱ      | lò lảu                             | rượu              | l                    | -                    | [l]                | -                  | thấp | |
| ꪩ     | ꪩ ꪩꪺꪉ      | lo luông                           | con rồng (châu Á) | l                    | -                    | [l]                | -                  | cao  | |
| ꪢ     | ꪢ ꪢꪴ        | mò mu                              | con lợn           | m                    | -                    | [m]                | -                  | thấp | |
| ꪣ     | ꪣ ꪣꪳ        | mo mư                              | cái tay           | m                    | m                    | [m]                | [m]                | cao  | |
| ꪘ     | ꪘ ꪘꪴ        | nò nu                              | con chuột         | n                    | -                    | [n]                | -                  | thấp | |
| ꪙ     | ꪙ ꪙꪮꪙ      | no non                             | ngủ               | n                    | n                    | [n]                | [n]                | cao  | |
| ꪈ     | ꪈ ꪈꪾ꪿        | ngò ngắm                           | nghĩ ngợi         | ng                   | -                    | [ŋ]                | -                  | thấp | |
| ꪉ     | ꪉ ꪹꪉꪷꪙ      | ngo ngơn                           | đồng tiền         | ng                   | ng                   | [ŋ]                | [ŋ]                | cao  | |
| ꪐ     | ꪐ ꪐ꫁ꪱ       | nhò nhả                            | bụi cỏ            | nh                   | -                    | [ɲ]                | -                  | thấp | |
| ꪑ     | ꪑ ꪑꪴꪉ       | nho nhung                          | con muỗi          | nh                   | -                    | [ɲ]                | -                  | cao  | Tiếng Thái Lan đọc là "yùng" (ยุง). Phụ âm "ny" này trong tiếng Thái Tây Bắc vẫn đọc như vậy trong khi tiếng Lào, tiếng Isản và tiếng Thái Lan đọc như nửa "nh" (ny) nửa "y" ("dờ" giọng Nam Bộ Việt Nam). Đối với tiếng Thái Lan, xem từ ญ trong bảng chữ cái Thái Lan                                                                                |
| ꪜ     | ꪜ ꪜꪱ       | pò pa                              | con cá            | p                    | -                    | [p]                | -                  | thấp | Phụ âm "p" (ꪜ) trong tiếng Thái Đen cũng như Lào và vùng Isản (Thái Lan) đều đọc là "pa" (ปา) khi nói về con cá, trong khi vùng miền Trung & miền Nam Thái Lan phải sử dụng thêm phụ âm "l" (ล) nên đọc là "pla" |
| ꪝ     | ꪝ ꪝꪴ        | po pu                              | ngọn núi          | p                    | -                    | [p]                | -                  | cao  | |
| ꪠ     | ꪠ ꪶꪠꪙ      | fo fôn                             | cơn mưa           | f                    | -                    | [f]                | -                  | thấp | |
| ꪡ     | ꪡ ꪼꪡ       | fo fay                             | ngọn lửa          | f                    | -                    | [f]                | -                  | cao  | |
| ꪎ     | ꪎ ꪹꪎ       | xo xưa                             | con hổ            | s                    | -                    | [s]                | -                  | thấp | |
| ꪏ     | ꪏ ꪏꪱꪤ      | xo xai                             | bãi cát           | s                    | -                    | [s]                | -                  | cao  | |
| ꪔ     | ꪔ ꪹꪔ꪿ꪱ      | to táu                             | con rùa           | t                    | -                    | [t]                | -                  | thấp | Tiếng Thái Lan gọi con rùa là "tàu" |
| ꪕ     | ꪕ ꪕꪱꪉ      | to tang                            | con đường         | t                    | -                    | [t]                | -                  | thấp | |
| ꪖ     | ꪖ ꪖꪷ꫁        | tho thỏ                            | con thỏ           | th                   | -                    | [tʰ]               | -                  | thấp | |
| ꪗ     | ꪗ ꪗꪴꪉ       | tho thung                          | cái xô, thùng     | th                   | -                    | [tʰ]               | -                  | cao  | tiếng Thái Lan đọc là "thỏ thủng" |
| ꪪ     | ꪪ ꪪꪰꪒꪼꪮ     | vo vắt ày                          | ốm, sốt           | v                    | -                    | w                  | -                  | thấp | trong Tiếng Lào cũng đọc tương tự phụ âm "v" như tiếng Thái Đen, đôi khi người Lào cũng đọc và không phân biệt giữa "w" và "v". Riêng với tiếng Isản và Thái Lan đều đọc phụ âm này là "w" (xem chữ ว của từ แหวน - "wo wẻn" trong bảng chữ cái tiếng Thái Lan)                                                                                       |
| ꪫ     | ꪫ ꪫꪲ        | vo vi                              | cái quạt          | v                    | w/v                  | w                  | [w]                | cao  | |
| ꪮ     | ꪮ ꪮ꪿ꪱꪉ      | o àng                              | cái chậu          | –                    | –                    | [ʔ]                | –                  | thấp | |
| ꪯ     | ꪯ ꪹꪯꪸꪣ      | o êm                               | mẹ                | –                    | –                    | [ʔ]                | –                  | cao  | Đây là bán âm đóng vai trò như phụ âm khi các từ không có phụ âm đầu (khi phiên âm chữ Việt) để xác định tổ âm, thanh âm của từ. Nó tương đương như trong tiếng Thái Lan; trong một số trường hợp, cả ꪮ và ꪯ trở thành phụ âm câm khi đứng đầu một âm bắt đầu bằng nguyên âm. Chữ ꪮ tương đương chữ อ của tiếng Thái Lan, không bao giờ đứng cuối từ. |

### Bảng phụ âm hiếm gặp,  ít hoặc không còn được sử dụng
| Ký tự | Tên gọi    | Tên gọi                            | Tên gọi   | Chuyển tự tiếng Thái | Chuyển tự tiếng Thái | Bảng mẫu tự ngữ âm | Bảng mẫu tự ngữ âm | Lớp  | Ghi chú |
| Ký tự | Tiếng Thái | Chuyển tự tiếng Thái sang phiên âm | Ý nghĩa   | Phụ âm đầu           | Phụ âm cuối          | Phụ âm đầu         | Phụ âm cuối        | Lớp  | Ghi chú |
| --- | ---------- | ---------------------------------- | --------- | -------------------- | -------------------- | ------------------ | ------------------ | ---- | ------- |
| ꫀ | ꪌ ꪻꪌ       | tro tràư                           | trái tim  | chh                  | -                    | [tɕʰ]              | -                  | thấp |         |
| ꪍ | ꪍ ꪍ꫁ꪱꪉ      | tro trang                          | con voi   | chh                  | -                    | [tɕʰ]              | -                  | cao  |         |
| ꪂ | ꪂ ꪹꪂ꫁ꪱ      | khho khhảu                         | cơm, gạo  | khh                  | -                    | [kʰ]               | -                  | thấp |         |
| ꪃ | ꪃ ꪹꪃꪷꪥ      | kho khhỡii                         | đoàn kết  | khh                  | -                    | [kʰ]               | -                  | cao  |         |
| ꪞ | ꫀꫀ         | pho phửng                          | con ong   | ph                   | -                    | [pʰ]               | -                  | thấp |         |
| ꪟ | ꪟꪸ          | phõ phễ                            | chuột chù | ph                   | -                    | [pʰ]               | -                  | cao  |         |
| Ghi chú: 1. ^ Trong 24 cặp phụ âm thì có 2 cặp phụ âm 'pho' (ꪞ,ꪟ) và 'khho' (ꪂ,ꪃ) là hai cặp phụ âm chữ Thái Trắng 2. ^ Các cặp phụ âm 'chho' (ꪌ,ꪍ), 'go' (ꪆ,ꪇ) 'ro' (ꪦ,ꪧ) trong chữ Thái cũ không có, nay bổ sung thêm để đáp ứng nhu cầu phiên âm các từ ngoại lai. Chúng cũng không có ý nghĩa như những phụ âm còn lại |            |                                    |           |                      |                      |                    |                    |      |         |

### Nguyên âm
Vị trí của ký tự phụ âm được đánh dấu bằng một vòng tròn: ◌.
| Kí tự | Tên          | Âm vị  |
| ----- | ------------ | ------ |
| ◌ꪰ     | may kăng (ă) | / a /  |
| ◌ꪱ    | a            | / aː / |
| ◌ꪲ     | i            | / i /  |
| ◌ꪳ     | ư            | / ɨ /  |
| ◌ꪴ     | u            | / u /  |
| ꪵ◌    | e            | / ɛ /  |
| ꪶ◌    | o            | / o /  |
| ◌ꪷ     | may khít (o) | / ɔ /  |

| Kí tự | Tên | Âm vị  |
| ----- | --- | ------ |
| ◌ꪸ     | ia  | / iᵊ / |
| ꪹ◌    | ưa  | / ɨᵊ / |
| ◌ꪺ    | ua  | / uᵊ / |
| ꪻ◌    | aư  | / aɰ/  |
| ꪼ◌    | ay  | / aj / |
| ◌ꪽ    | ăn  | / an / |
| ◌ꪾ     | ăm  | / am / |

Một số nguyên âm bổ sung được viết bởi sự kết hợp của hai ký tự nguyên âm. Bốn trường hợp kết hợp sau được sử dụng cho tiếng Thái Đen:
| Kí tự | Âm vị  | Giá trị |
| ----- | ------ | ------- |
| ꪹ◌ꪸ    | / e /  | ê       |
| ꪹ◌ꪷ    | / ə /  | ơ       |
| ꪹ◌ꪱ   | / aw / | au      |
| ◌ꪚꪾ    | / ap / | ăp      |

- Chú ý: nguyên âm "aư" (ꪻ) đối với người Thái Đen tại Thái Lan sẽ đọc thành "ay" (dài) để phân biệt với "ay" ngắn (ꪼ). Nguyên âm "ay" dài tương đương với ký tự nguyên âm ใ- trong tiếng Thái Lan,  còn "ay" ngắn tương đương với ไ-.

### Dấu thanh điệu
| Kí hiệu | Tên      | Phụ âm thấp | Phụ âm cao  |
| ------- | -------- | ----------- | ----------- |
| ◌       | -        | ↓           | ↑           |
| ◌꪿       | mai ệk   | ↓           | ↑           |
| ◌꫁       | mai thổ  | ↓           | ↑           |
| ◌ꫀ      | mai nừng | như mai ệk  | như mai ệk  |
| ◌ꫂ      | mai song | như mai thổ | như mai thổ |

## Unicode
| Bảng Unicode chữ Thái Việt Nam Official Unicode Consortium code chart: Tai Viet Version 13.0 |   |   |   |   |   |   |   |   |   |   |   |   |   |   |   |   |
|                                                                                              | 0 | 1 | 2 | 3 | 4 | 5 | 6 | 7 | 8 | 9 | A | B | C | D | E | F |
| U+AA8x                                                                                       | ꪀ | ꪁ | ꪂ | ꪃ | ꪄ | ꪅ | ꪆ | ꪇ | ꪈ | ꪉ | ꪊ | ꪋ | ꪌ | ꪍ | ꪎ | ꪏ |
| U+AA9x                                                                                       | ꪐ | ꪑ | ꪒ | ꪓ | ꪔ | ꪕ | ꪖ | ꪗ | ꪘ | ꪙ | ꪚ | ꪛ | ꪜ | ꪝ | ꪞ | ꪟ |
| U+AAAx                                                                                       | ꪠ | ꪡ | ꪢ | ꪣ | ꪤ | ꪥ | ꪦ | ꪧ | ꪨ | ꪩ | ꪪ | ꪫ | ꪬ | ꪭ | ꪮ | ꪯ |
| U+AABx                                                                                       | ꪰ  | ꪱ | ꪲ  | ꪳ  | ꪴ  | ꪵ | ꪶ | ꪷ  | ꪸ  | ꪹ | ꪺ | ꪻ | ꪼ | ꪽ | ꪾ  | ꪿  |
| U+AACx                                                                                       | ꫀ | ꫁  | ꫂ |   |   |   |   |   |   |   |   |   |   |   |   |   |
| U+AADx                                                                                       |   |   |   |   |   |   |   |   |   |   |   | ꫛ | ꫜ | ꫝ | ꫞ | ꫟ |